# マヌエーレ・モーリ
マヌエーレ・モーリ（Manuele Mori、1980年9月8日 - ）は、イタリア、エンポリ出身の自転車競技（ロードレース）選手。

## 来歴
2004年から2008年まで、サウニエル・ドゥバルに在籍。
2006年
- GP西フランス・プルエー 3位

2007年
- ジャパンカップサイクルロードレース 優勝

2009年、ランプレ・N.G.C（現 ランプレ - ISD）に移籍。
2011年
- ジャパンカップサイクルロードレース 6位